# Ebullioscopische constante
De ebullioscopische constante of molaire kookpuntsverhogingsconstante, {\displaystyle K_{b}}, is een begrip uit de chemische thermodynamica, die het verband weergeeft tussen de kookpuntsverhoging van een stof en de molaliteit. De uitdrukking voor de ebullioscopische constante is:
{\displaystyle K_{b}={\frac {\Delta T}{m\cdot i}}}
waarbij {\displaystyle \Delta T} de kookpuntsverhoging in °C is, {\displaystyle m} de molaliteit in mol/kg voorstelt en {\displaystyle i} de van 't Hoff-factor. De eenheid van de constante is °C × kg × mol−1.
Historisch is de ebullioscopische constante interessant, omdat het een van de eerste methoden was om de molmassa van verbindingen te bepalen. Uit de formule volgt dat de kookpuntsverhoging evenredig is met de concentratie van de stof uitgedrukt in mol.kg−1. Met dit gegeven is uit de kookpuntsverhoging het aantal mol te bepalen. De oplossing wordt gemaakt door een bekende hoeveelheid stof af te wegen. Met de massa en het aantal mol bekend, kan dan de molmassa eenvoudig worden bepaald. Tegenwoordig is massaspectrometrie het meest gebruikte alternatief voor de ebullioscopie.

## Ebullioscopische constante van enkele stoffen
Zie "Lijst van oplosmiddelen" voor een uitgebreidere lijst met constanten
| Stof               | Kb-waarde (bij 20 °C) |
| ------------------ | --------------------- |
| Azijnzuur          | 3,08                  |
| Benzeen            | 2,53                  |
| Chloroform         | 3,63                  |
| Cyclohexaan        | 2,79                  |
| Di-ethylether      | 2,02                  |
| Ethanol            | 1,07                  |
| Kamfer             | 5,95                  |
| Koolstofdisulfide  | 2,34                  |
| Tetrachloormethaan | 5,021                 |
| Water              | 0,512                 |